# Кюльтепе II
Кюльтепе II (Кюль-Тепе́ II, азерб. II Kültəpə) — поселение, относящееся к эпохе бронзы-раннего железа, расположенное у села Кюльтепе Бабекского района Азербайджана, в 12 км к северо-востоку от Нахичевани, между селами Верхний Узуноба и Дивар, у слияния рек Джагричай и Нахчыванчай, в 4 километрах к северу от Кюльтепе I. Второй по счету важный памятник Нахчывана после Кюльтепе I.
В результате исследований было выявлено, что население Кюльтепе II было приблизительно 700-900 человек.

## История
Древнее жилое поселение в свое время занимало территорию площадью около 10 га. На данный момент площадь сохранившейся территории составляет 3 га, так как Дагричай смыла древнее поселение. 
Общая толщина культурных слоев поселения составляет приблизительно 14 метров. Нижний слой памятника относится к Кура-Аразской эпохе.

## Археологические раскопки
Из проведенных раскопок было выявлено, что культурный слой находится на глубине 4–4,5–14 м. Толщина слоя 9,5–10 м. В слое первого бронзового века поселения имеется 14 строительных слоев. На этой территории были обнаружены остатки 29 жилищ. Жилищные дома были круглой формы и построены из материала глинобита, хотя некоторые фундаменты были заложены из речных камней.
Материально- культурные остатки, найденные на территории поселения Кюльтепе II можно целиком отнести к IV-I тыс. до н.э.
В результате проведенных раскопок в Кюльтепе II были найдены также прямоугольные дома с пристроенными круглыми балконами, которые встречались на последнем этапе кура-аразской культуры. Жилые помещения отапливались за счет прямоугольных и круглых очагов. Большинство круглых жилищ были разделены внутренними перегородками на два – жилое и хозяйственное  – помещения. В общем, диаметр жилищ поселения был 5,5-6,5 м.